# Pinkin de Corozal
Maillots
Pinkin de Corozal est un club portoricain de volley-ball fondé en 1968 et basé à Corozal, évoluant pour la saison 2013 en LVSF.

## Palmarès
- Championnat de Porto Rico
  - Vainqueur : 1968, 1969, 1970, 1971, 1972, 1973, 1974, 1975, 1977, 1979, 1980, 1981, 1982, 1983, 1984, 2008, 2010.
  - Finaliste : 1976, 1978, 1996, 1998, 2006, 2009, 2013.

## Effectifs

### Saison 2013
Entraîneur : Ramón Hernández  Porto Rico